# Дібрівка (Тячівський район)
Ді́брівка — село в Україні, у Бедевлянській сільській громаді Тячівського району Закарпатській області. Населення становить 440 осіб. Орган місцевого самоврядування — Бедевлянська сільська рада.
Бедевля-Дубрівка
Монастир св. Івана Предтечі. 1929, 1993.
Церква ікони Почаївської божої матері. 1993.
Церква св. Івана Предтечі. 1998.
За архієпископа Саватія ігумен Боголіп (Церковник), який повернувся з російського полону заснував у 1925 р. чоловічий скит в урочищі Вишній Дубовець біля села Дубового.
Федір Цубера пожертвував під монастир земельну ділянку та власний будинок, у якому поселився о. Боголіп та 6 послушників. Очолював їх ієромонах Миколай (Мадяр), бо о. Боголіп служив у Бедевлі. У 1925 р. збудували невеличку церкву, освячену 1926 р.
У 1927 р. ченці спорудили дерев’яний корпус на 14 келій і господарські споруди. Скит у Дубовому проіснував до 1929 p., коли чехословацький уряд затвердив юрисдикцію Сербської православної церкви на Закарпатті і сюди прибув єпископ Дамаскин. О. Боголіп просив владику перевести його в скит у Дубовому, але владика переніс скит у Бедевлю.
Іван Тиводар подарував для церкви землю в урочищі Горби. Згодом докупили ще землі, а в 1928 р. збудували будиночок з домовою церквою, після чого ченці перейшли з Дубового в Бедевлю. У 1940 р. з Дубового перевезли монастирську церкву. У радянський період монастир не діяв, церкву розібрали. У 1992 р. монастиреві повернули 8 га землі, а наступного року на кошти вірників спорудили церкву на честь ікони Почаївської Божої Матері і розпочали будувати собор св. Іоана Предтечі. Головним майстром був архідиякон Артемій (Пацкан), який у 1955 р. збудував церкву в Городилівському монастирі. Багато зусиль доклали ігумен Митрофан (ПІимон) та економ Силуан, який разом із схимомонахом Афанасієм збудував у 1998 р. дзвіницю. Трирядний іконостас зробив Петро Брай з Дубового, а ікони намалював Михайло Ковач з Копашнева
Собор св. Іоана спроектувала В. А. Цубера. Споруду завершили в 1999 p., нині виконують внутрішні оздоблювальні роботи.

## Туристичні місця
- Монастир св. Івана Предтечі. 1929, 1993.
- Церква ікони Почаївської божої матері. 1993.
- Церква св. Івана Предтечі. 1998.

## Населення

### Мова
Розподіл населення за рідною мовою за даними перепису 2001 року:
| Мова       | Кількість | Відсоток |
| ---------- | --------- | -------- |
| українська | 439       | 99.77%   |
| німецька   | 1         | 0.23%    |
| Усього     | 440       | 100%     |